# Saturday Night (film 2024)
Saturday Night è un film del 2024 diretto da Jason Reitman.

## Trama
L'11 ottobre 1975, il produttore esordiente Lorne Michaels arriva agli NBC Studios di New York City per preparare la messa in onda del primo episodio di Saturday Night Live della NBC.
La serata è costellata di incidenti e di un cast e una troupe ostili. Il capo di Michaels, Dick Ebersol, lo avverte che David Tebet ha portato dirigenti da tutto il paese per venire a vedere la trasmissione. Nonostante Tebet abbia dato parole incoraggianti a Michaels, Ebersol fa sapere che Tebet non ha fiducia nello show ed è pronto a riprodurre la registrazione di un episodio di The Tonight Show Starring Johnny Carson per riempire lo spazio.
Garrett Morris, che ha esperienza nel teatro d'opera , mette in dubbio la sua rilevanza tra un cast di comici; John Belushi rimane alienato da tutti e provoca liti; Jim Henson è arrabbiato per come il suo segmento sui Muppet viene trattato dagli autori; gli autori stessi si scontrano con la censore Joan Carbunkle e le sue richieste; il conduttore George Carlin pensa che l'intero spettacolo sia ridicolo; e tutti cercano di capire di cosa parli esattamente lo spettacolo. Nel frattempo, Chevy Chase affronta Milton Berle quando inizia a provarci con la sua ragazza, Jacqueline, viene umiliato e gli viene detto che non porterà a niente. Michaels riceve presto una chiamata da Johnny Carson in persona, che gli dà un avvertimento molto poco incoraggiante.
Nonostante Michaels lo abbia avvertito di non farlo, Ebersol tenta di vendere l'idea di eseguire uno sketch con una macchina fotografica Polaroid per scopi di product placement. Belushi si offende e lascia il set con l'intenzione di dimettersi. Mentre tutti lo cercano, l'assistente Neil Levy riceve uno spinello da Paul Shaffer e ha un attacco di panico, chiudendosi in un armadio. Alla fine viene convinto a uscire dal cast. Sentendosi senza speranza, Michaels si dirige in un bar locale, dove incontra lo scrittore comico Alan Zweibel e lo assume subito per diventare uno scrittore dello show. Lui, insieme a Gilda Radner, in seguito trovano Belushi che pattina sul ghiaccio e lo convincono a tornare nello show e a firmare il suo contratto. Michaels è ulteriormente motivato a continuare con lo show dopo aver fatto una breve chiacchierata con Henson.
Tebet arriva, chiedendo che lo spettacolo venga interrotto a meno che Michaels non gli mostri esattamente cosa comporta. Andy Kaufman esegue il suo sketch di Mighty Mouse, che fa ridere tutti. Michaels chiede quindi a Chase di occuparsi di Weekend Update, che aveva pianificato di presentare lui stesso. Chase fa una versione improvvisata di Weekend Update usando il materiale appena scritto da Zweibel, che ha successo. Il pubblico arriva e riempie il locale mentre il cast e la troupe finiscono tutti i set e si sistemano. Tebet consente allo spettacolo dal vivo di andare in onda. Michael O'Donoghue e Belushi eseguono lo sketch di Wolverine, che è molto apprezzato dal pubblico. Chase entra in scena e annuncia, "Live from New York, it's Saturday Night!"

## Produzione
Nel maggio 2023 è stato annunciato che Jason Reitman avrebbe diretto, co-scritto e prodotto per Sony Pictures Entertainment un film sulla creazione del programma televisivo Saturday Night Live. Nel gennaio 2024 Gabriel LaBelle è stato scelto per interpretare Lorne Michaels, suo secondo ruolo da protagonista al cinema dopo The Fabelmans di Steven Spielberg. Successivamente anche Cooper Hoffman, Rachel Sennott, Ella Hunt, Emily Fairn, Kim Matula, Dylan O'Brien, Lamorne Morris, Cory Michael Smith e Matt Wood si sono uniti al cast.Nel marzo dello stesso anno, anche Nicholas Braun, Tommy Dewey e Nicholas Podany sono stati aggiunti al cast. Nicholas Braun, oltre ad interpretare Jim Henson, è stato scelto anche per il ruolo di Andy Kaufman. In origine, Benny Safdie era stato scelto per quel ruolo, tuttavia ha dovuto abbandonare la produzione a causa di conflitti di programmazione. Jon Batiste, che ha composto la colonna sonora del film, è stato scelto per il ruolo di Billy Preston. Le riprese principali sono iniziate nel marzo 2024 ad Atlanta e Fayetteville. Altre scene sono state girate negli esterni del Rockefeller Center il 9 e 10 marzo. Inizialmente chiamato SNL 1975 il titolo poi è stato cambiato a Saturday Night, che era il titolo originale dello show durante la sua prima stagione.

## Promozione
Il primo trailer è stato diffuso l'8 agosto 2024.

## Distribuzione
Il film è stato presentato in anteprima mondiale il 31 agosto 2024 al Telluride Film Festival, prima di essere distribuito nelle sale statunitensi l'11 ottobre 2024, 49 anni dopo la prima messa in onda del Saturday Night Live sulla NBC. In Italia il film è stato distribuito nelle sale da Eagle Pictures come evento speciale per soli tre giorni il 21, 22 e 23 ottobre.

## Accoglienza

### Incassi
Il film ha incassato poco più di 10 milioni di dollari.

### Critica
Su Rotten Tomatoes 245 critici esprimono un gradimento del 78%, su Metacritic il voto medio di 46 critici è 60/100.

## Riconoscimenti
- 2025 – Golden Globe[17]
  - Candidatura per il miglior attore protagonista a Gabriel LaBelle